# Akçadağ
Akçadağ là một huyện thuộc tỉnh Malatya, Thổ Nhĩ Kỳ. Huyện có diện tích 1188 km² và dân số thời điểm năm 2007 là 29940 người, mật độ 25 người/km².